# Eerste divisie 1984/85
Het seizoen 1984/85 van de Nederlandse Eerste divisie had Heracles '74 als kampioen. De club uit Almelo promoveerde daarmee naar de Eredivisie. Ook de nummer 2 FC VVV mocht rechtstreeks promoveren. In de nacompetitie pakte N.E.C. de laatste plek in de Eredivisie. RKC debuteerde in 1984/85 in het betaalde voetbal.

## Eerste divisie

### Deelnemende teams
| Club          | Plaats     | Accommodatie           | Capaciteit | Trainer                           |
| ------------- | ---------- | ---------------------- | ---------- | --------------------------------- |
| De Graafschap | Doetinchem | De Vijverberg          | 12.500     | Sándor Popovics                   |
| DS '79        | Dordrecht  | Krommedijk             | 12.000     | Frans Körver Simon Kistemaker     |
| Eindhoven     | Eindhoven  | Aalsterweg             | 27.000     | Ad Versluijs Theo Ramakers (a.i.) |
| FC Den Haag   | Den Haag   | Zuiderparkstadion      | 11.000     | Rob Baan                          |
| FC VVV        | Venlo      | De Koel                | 20.000     | Sef Vergoossen                    |
| FC Wageningen | Wageningen | De Wageningse Berg     | 16.000     | Jan van Eijck Arie Otten          |
| Helmond Sport | Helmond    | De Braak               | 12.000     | Jan Brouwer                       |
| Heracles '74  | Almelo     | Bornsestraat           | 20.000     | Gerard Somer                      |
| N.E.C.        | Nijmegen   | Goffertstadion         | 29.000     | Pim van de Meent                  |
| RBC           | Roosendaal | De Luiten              | 5.900      | Hans Verèl                        |
| RKC           | Waalwijk   | Sportpark Olympia      | 6.200      | Leen Looijen                      |
| SC Cambuur    | Leeuwarden | Cambuurstadion         | 16.000     | Theo Verlangen                    |
| sc Heerenveen | Heerenveen | Gemeentelijk Sportpark | 15.000     | Henk van Brussel                  |
| SC Veendam    | Veendam    | De Langeleegte         | 13.000     | Henk Nienhuis                     |
| SVV           | Schiedam   | Harga                  | 10.000     | Dick Buitelaar                    |
| Telstar       | Velsen     | Schoonenberg           | 18.000     | Fred André                        |
| Vitesse       | Arnhem     | Nieuw-Monnikenhuize    | 18.000     | Clemens Westerhof                 |
| Willem II     | Tilburg    | Gemeentelijk Sportpark | 20.000     | Jan Notermans                     |

### Eindstand
| pos | club          | gs | w  | g  | v  | pnt | dv | dt | ds  |
| --- | ------------- | -- | -- | -- | -- | --- | -- | -- | --- |
| 1.  | Heracles '74  | 34 | 18 | 10 | 6  | 46  | 50 | 35 | 15  |
| 2.  | FC VVV        | 34 | 20 | 5  | 9  | 45  | 75 | 39 | 36  |
| 3.  | De Graafschap | 34 | 16 | 13 | 5  | 45  | 60 | 35 | 25  |
| 4.  | FC Den Haag   | 34 | 16 | 13 | 5  | 45  | 62 | 40 | 22  |
| 5.  | RKC           | 34 | 16 | 12 | 6  | 44  | 63 | 40 | 23  |
| 6.  | sc Heerenveen | 34 | 15 | 9  | 10 | 39  | 47 | 40 | 7   |
| 7.  | N.E.C.        | 34 | 15 | 8  | 11 | 38  | 54 | 39 | 15  |
| 8.  | Willem II     | 34 | 9  | 19 | 6  | 37  | 41 | 33 | 8   |
| 9.  | SC Cambuur    | 34 | 11 | 11 | 12 | 33  | 44 | 40 | 4   |
| 10. | SC Veendam    | 34 | 11 | 10 | 13 | 32  | 48 | 58 | -10 |
| 11. | RBC           | 34 | 11 | 8  | 15 | 30  | 41 | 57 | -16 |
| 12. | SVV           | 34 | 9  | 11 | 14 | 29  | 50 | 57 | -7  |
| 13. | Helmond Sport | 34 | 13 | 3  | 18 | 29  | 52 | 62 | -10 |
| 14. | DS '79        | 34 | 9  | 10 | 15 | 28  | 40 | 55 | -15 |
| 15. | Telstar       | 34 | 6  | 15 | 13 | 27  | 36 | 42 | -6  |
| 16. | FC Wageningen | 34 | 9  | 8  | 17 | 26  | 47 | 61 | -14 |
| 17. | Vitesse       | 34 | 10 | 4  | 20 | 24  | 42 | 66 | -24 |
| 18. | Eindhoven     | 34 | 4  | 7  | 23 | 15  | 32 | 85 | -53 |

#### Legenda
| Kleur | Kwalificatie voor                             |
| ----- | --------------------------------------------- |
|       | Promotie naar de Eredivisie                   |
|       | Nacompetitie voor promotie naar de Eredivisie |

### Uitslagen
|               | CAM   | DS    | EVV   | GRA   | DHA   | HEE   | HSP   | HER   | NEC   | RBC   | RKC   | SVV   | TEL   | VEE   | VIT   | VVV   | WAG   | WIL   |
| ------------- | ----- | ----- | ----- | ----- | ----- | ----- | ----- | ----- | ----- | ----- | ----- | ----- | ----- | ----- | ----- | ----- | ----- | ----- |
| SC Cambuur    |       | 2 – 1 | 4 – 0 | 1 – 2 | 3 – 0 | 2 – 1 | 0 – 1 | 1 – 2 | 1 – 0 | 0 – 0 | 0 – 3 | 3 – 0 | 2 – 2 | 0 – 0 | 2 – 2 | 2 – 1 | 1 – 1 | 1 – 1 |
| DS '79        | 0 – 0 |       | 2 – 2 | 1 – 0 | 0 – 0 | 1 – 2 | 2 – 1 | 0 – 2 | 3 – 2 | 3 – 3 | 1 – 6 | 2 – 1 | 0 – 0 | 4 – 2 | 2 – 1 | 0 – 2 | 4 – 1 | 1 – 1 |
| Eindhoven     | 2 – 1 | 0 – 4 |       | 0 – 3 | 1 – 4 | 2 – 3 | 0 – 0 | 0 – 1 | 3 – 1 | 1 – 0 | 0 – 2 | 2 – 2 | 2 – 2 | 2 – 0 | 2 – 5 | 0 – 3 | 1 – 2 | 2 – 4 |
| De Graafschap | 1 – 1 | 0 – 0 | 3 – 1 |       | 2 – 2 | 1 – 0 | 3 – 0 | 4 – 0 | 1 – 1 | 1 – 1 | 1 – 1 | 2 – 1 | 0 – 0 | 2 – 2 | 3 – 1 | 2 – 3 | 5 – 2 | 0 – 0 |
| FC Den Haag   | 1 – 0 | 2 – 0 | 1 – 1 | 2 – 3 |       | 3 – 0 | 4 – 2 | 2 – 1 | 1 – 1 | 5 – 0 | 2 – 0 | 2 – 1 | 2 – 1 | 1 – 0 | 0 – 0 | 5 – 1 | 2 – 1 | 2 – 2 |
| sc Heerenveen | 1 – 0 | 2 – 0 | 1 – 0 | 0 – 3 | 2 – 2 |       | 2 – 0 | 0 – 0 | 2 – 1 | 0 – 2 | 0 – 1 | 5 – 1 | 2 – 1 | 1 – 1 | 2 – 1 | 1 – 1 | 1 – 1 | 3 – 3 |
| Helmond Sport | 2 – 3 | 2 – 1 | 7 – 2 | 2 – 3 | 4 – 4 | 1 – 2 |       | 1 – 2 | 1 – 0 | 1 – 0 | 0 – 1 | 2 – 1 | 3 – 1 | 3 – 0 | 2 – 1 | 2 – 1 | 3 – 1 | 0 – 0 |
| Heracles '74  | 2 – 1 | 1 – 0 | 1 – 0 | 1 – 1 | 0 – 0 | 0 – 1 | 3 – 0 |       | 4 – 1 | 1 – 0 | 1 – 1 | 3 – 1 | 2 – 0 | 2 – 1 | 3 – 0 | 1 – 1 | 2 – 2 | 1 – 0 |
| N.E.C.        | 1 – 1 | 2 – 0 | 5 – 1 | 2 – 0 | 3 – 1 | 3 – 2 | 2 – 1 | 2 – 3 |       | 0 – 1 | 1 – 0 | 1 – 1 | 4 – 0 | 3 – 0 | 2 – 0 | 1 – 1 | 0 – 1 | 1 – 0 |
| RBC           | 1 – 4 | 3 – 1 | 3 – 0 | 1 – 2 | 1 – 2 | 2 – 2 | 3 – 2 | 0 – 3 | 0 – 2 |       | 1 – 0 | 1 – 0 | 1 – 0 | 3 – 1 | 3 – 1 | 0 – 2 | 3 – 1 | 0 – 0 |
| RKC           | 2 – 0 | 2 – 2 | 0 – 0 | 1 – 1 | 2 – 2 | 2 – 1 | 2 – 1 | 3 – 1 | 2 – 2 | 3 – 3 |       | 3 – 2 | 2 – 0 | 4 – 1 | 3 – 2 | 4 – 1 | 5 – 1 | 1 – 1 |
| SVV           | 2 – 0 | 4 – 1 | 4 – 1 | 0 – 2 | 1 – 1 | 1 – 1 | 6 – 1 | 4 – 0 | 0 – 0 | 2 – 1 | 2 – 2 |       | 1 – 1 | 1 – 1 | 3 – 0 | 0 – 4 | 0 – 1 | 0 – 0 |
| Telstar       | 0 – 0 | 0 – 0 | 0 – 0 | 1 – 1 | 2 – 0 | 1 – 3 | 0 – 2 | 2 – 2 | 0 – 1 | 2 – 2 | 2 – 0 | 5 – 0 |       | 3 – 0 | 0 – 0 | 1 – 1 | 2 – 0 | 1 – 2 |
| SC Veendam    | 2 – 1 | 2 – 0 | 5 – 1 | 1 – 0 | 4 – 3 | 0 – 2 | 2 – 0 | 1 – 1 | 2 – 1 | 1 – 1 | 3 – 3 | 2 – 2 | 2 – 0 |       | 5 – 1 | 0 – 5 | 2 – 2 | 2 – 0 |
| Vitesse       | 1 – 2 | 1 – 3 | 3 – 1 | 1 – 4 | 1 – 3 | 0 – 2 | 1 – 3 | 1 – 1 | 0 – 4 | 2 – 0 | 1 – 0 | 0 – 1 | 2 – 1 | 1 – 0 |       | 3 – 0 | 2 – 1 | 3 – 2 |
| FC VVV        | 2 – 0 | 3 – 0 | 2 – 1 | 1 – 2 | 0 – 1 | 2 – 0 | 3 – 1 | 3 – 1 | 4 – 1 | 6 – 0 | 4 – 1 | 5 – 1 | 1 – 1 | 4 – 1 | 2 – 1 |       | 2 – 4 | 3 – 0 |
| FC Wageningen | 2 – 4 | 1 – 1 | 2 – 0 | 2 – 0 | 0 – 0 | 1 – 0 | 5 – 1 | 0 – 1 | 1 – 2 | 4 – 1 | 0 – 1 | 2 – 2 | 1 – 3 | 1 – 2 | 1 – 2 | 0 – 1 |       | 1 – 4 |
| Willem II     | 1 – 1 | 2 – 0 | 5 – 1 | 2 – 2 | 0 – 0 | 0 – 0 | 1 – 0 | 1 – 1 | 1 – 1 | 2 – 0 | 0 – 0 | 0 – 2 | 1 – 1 | 0 – 0 | 3 – 1 | 1 – 0 | 1 – 1 |       |

- SC Cambuur-Helmond Sport 16 minuten voor tijd gestaakt op 11 mei 1985 bij 0-1 stand. Restant uitgespeeld op 30 mei 1985.

## Topscorers
| #   | Naam              | Club          | Goal |
| --- | ----------------- | ------------- | ---- |
| 1.  | Peter van Velzen  | SVV           | 28   |
| 2.  | Foeke Booy        | De Graafschap | 19   |
| 3.  | Huub Smeets       | FC Den Haag   | 18   |
| 4.  | Karel Bouwens     | FC Den Haag   | 16   |
| 5.  | Remco Boere       | SC Cambuur    | 15   |
|     | Nico van Breemen  | Helmond Sport | 15   |
|     | John Leeuwerik    | De Graafschap | 15   |
| 8.  | Henk Grim         | N.E.C.        | 14   |
|     | Ad van de Wiel    | RKC           | 14   |
| 10. | Wanny van Gils    | Willem II     | 13   |
|     | Mario Verlijsdonk | FC VVV        | 13   |

## Nacompetitie

### Eindstand
| pos | club          | gs | w | g | v | pnt | dv | dt | ds |
| --- | ------------- | -- | - | - | - | --- | -- | -- | -- |
| 1.  | N.E.C.        | 6  | 3 | 3 | 0 | 9   | 10 | 4  | 6  |
| 2.  | De Graafschap | 6  | 3 | 2 | 1 | 8   | 8  | 2  | 6  |
| 3.  | FC Den Haag   | 6  | 2 | 0 | 4 | 4   | 8  | 11 | -3 |
| 4.  | RKC           | 6  | 1 | 1 | 4 | 3   | 6  | 15 | -9 |

### Legenda
| Kleur | Kwalificatie voor           |
| ----- | --------------------------- |
|       | Promotie naar de Eredivisie |

### Uitslagen
|               | GRA   | DHA   | NEC   | RKC   |
| ------------- | ----- | ----- | ----- | ----- |
| De Graafschap |       | 0 – 1 | 0 – 0 | 4 – 0 |
| FC Den Haag   | 0 – 1 |       | 1 – 3 | 2 – 0 |
| N.E.C.        | 0 – 0 | 3 – 2 |       | 3 – 0 |
| RKC           | 1 – 3 | 4 – 2 | 1 – 1 |       |

SC Cambuur ·
DS '79 ·
Eindhoven ·
De Graafschap ·
FC Den Haag ·
sc Heerenveen ·
Helmond Sport ·
Heracles '74 ·
N.E.C. ·
RBC ·
RKC ·
SVV ·
Telstar ·
SC Veendam ·
Vitesse ·
FC VVV ·
FC Wageningen ·
Willem II
Eerste klasse

1955/56

Eerste divisie

1956/57 · 1957/58 · 1958/59 · 1959/60 · 1960/61 · 1961/62 · 1962/63 · 1963/64 · 1964/65 · 1965/66 · 1966/67 · 1967/68 · 1968/69 · 1969/70 · 1970/71 · 1971/72 · 1972/73 · 1973/74 · 1974/75 · 1975/76 · 1976/77 · 1977/78 · 1978/79 · 1979/80 · 1980/81 · 1981/82 · 1982/83 · 1983/84 · 1984/85 · 1985/86 · 1986/87 · 1987/88 · 1988/89 · 1989/90 · 1990/91 · 1991/92 · 1992/93 · 1993/94 · 1994/95 · 1995/96 · 1996/97 · 1997/98 · 1998/99 · 1999/00 · 2000/01 · 2001/02 · 2002/03 · 2003/04 · 2004/05 · 2005/06 · 2006/07 · 2007/08 · 2008/09 · 2009/10 · 2010/11 · 2011/12 · 2012/13 · 2013/14 · 2014/15 · 2015/16 · 2016/17 · 2017/18 · 2018/19 · 2019/20 · 2020/21 · 2021/22 · 2022/23 · 2023/24 · 2024/25

Eredivisie · Eerste divisie · Johan Cruijff Schaal · KNVB Beker · Play-offs